# Intharat Apinyakool
Intharat Apinyakool (thailändisch อินทรัตน์ อภิญญากุล, * 30. Mai 1982 in Kalasin) ist ein thailändischer Fußballspieler.

## Karriere

### Verein
Intharat Apinyakool erlernte das Fußballspielen bei Bangkok Christian College FC in Bangkok. Beim damaligen Zweitligisten unterschrieb er 2001 auch seinen ersten Vertrag. Von 2001 bis 2004 stand er 39 Mal im Tor. 2007 wechselte er zum Ligakonkurrenten Thai Airways. Nach einem Jahr und 16 Spielen ging er 2008 zu Tobacco Monopoly, einem Verein, der in der ersten Liga des Landes, der Thai Premier League, spielte. Nach 21 Spielen ging er 2009 zum Ligakonkurrenten BEC–Tero Sasana FC und 2010 zu Police United. In die zweite Liga, der Thai Premier League Division 1, wechselte er 2011, wo er sich dem Chanthaburi FC anschloss. 2012 wechselte er wieder in die erste Liga, wo der bei Esan United einen Vertrag unterschrieb. Zum Ligakonkurrenten Chiangrai United wechselte er 2013. Hier spielte er bis 2016 und absolvierte 93 Spiele. Nach Sattahip zum Navy FC ging er 2017, wo er bis 2018 45 Mal im Tor stand. Nachdem er mit Navy FC 2018 in die zweite Liga abgestiegen war, wechselte er in die dritte Liga, der Thai League 3, wo er sich Simork FC anschloss. Der Verein wurde zum Anfang der Saison gesperrt, da er die Gehälter der Spieler nicht zahlen konnte. Mitte 2019 ging er wieder zur Navy nach Sattahip, um in der zweiten Liga im Tor zu stehen.

### Nationalmannschaft
1999 spielte Intharat Apinyakool für die thailändische U-17-Nationalmannschaft bei der U-17-Fußball-Weltmeisterschaft 1999 in Neuseeland.

## Erfolge
Bangkok Christian College FC
- Thailändischer Zweitligameister: 2001/02